# 石塚かおり
石塚 かおり（いしづか かおり、1964年4月13日 - ）は、フリーアナウンサー。
2024年4月まで新潟放送 (BSN) に在籍。

## 略歴
新潟県新潟市（現中央区）出身。実家は旅館で、子供の頃から宿泊客を相手にしていた事もあってか初対面の人と話すのが得意で、親からも「話すことを仕事にしたらどうか」と勧められていたという。
新潟市立寄居中学校、新潟県立新潟中央高等学校を経て、日本大学芸術学部放送学科卒業後、1987年春に新潟放送入社。
母の実家が佐渡郡赤泊村（現佐渡市）にあり、幼少期から佐渡に慣れ親しんでいた縁もあって2007年8月10日、佐渡市と佐渡観光協会、佐渡汽船から大倉修吾と共に「佐渡観光親善大使」に任命された。
2024年4月末をもってBSNを退社。

## 人物・エピソード
- 「顔が四角く下駄っぽい」という理由から「ゲタピー」というニックネーム呼ばれていたことがある[1]。

## 現在の出演番組
（2023年3月現在）
ラジオ
- 石塚かおりのBrand new day
- サロン de かおり
- 新潟日報ニュース（不定期）

テレビ
- 週刊県政ナビ

## 過去の出演番組
ラジオ
- はればれワイド にっこり大放送
- サタデーサウンドパラダイス ~明日はおやすみ
- リバーサイドウェーブ
- We're J poper
- Sound Surfing
- 石塚かおりの午後の楽園→ゴゴラク!
- ゆうWAVE
- ゆうなびラジオ
- NGT48のガチ!ガチ?総選挙→NGT48のガチ？ガチ！カウントダウン!
- 石塚かおりのゆうわく伝説
- 天気予報[3]
- 歌のない歌謡曲 - 1990年 - 1996年頃担当、出産に伴い降板

テレビ
- 情熱にいがた